# Марпург, Фридрих
Фридрих Марпург (нем. Friedrich Marpurg; 4 апреля 1825, Падерборн — 2 декабря 1884, Висбаден) — немецкий дирижёр и композитор. Представитель старинного музыкального семейства, правнук известного музыкального критика Фридриха Вильгельма Марпурга.
Учился в Лейпцигской консерватории у Феликса Мендельсона и Морица Гауптмана.
В 1850-е гг. работал в Кёнигсберге, возглавлял городской оперный театр, возобновил в 1852 г. публичные симфонические концерты. У Марпурга учился, в частности, Адольф Йенсен.
В 1864—1866 гг. возглавлял придворный оркестр Зондерсхаузена. С 1868 г. работал в Дармштадте, с 1875 г. в Висбадене.
Опера Марпурга «Муса, последний король мавров» (нем. Musa, der letzte Maurenkönig) была поставлена в 1855 году в Кёнигсберге, вторая, «Агнес фон Гогенштауфен» (нем. Agnes von Hohenstaufen), — в 1874 г. во Фрайбурге.